# Liste des cours d'eau du Maranhão
Liste des principaux cours d'eau de l'État du Maranhão, au Brésil.
- Rio Gurupi
- Rio Itapecuru
- Rio Mearim
- Rio Munim
- Rio Parnaíba
- Rio Pindoré
- Rio Preguiças
- Rio Tocantins
- Rio Turiaçu